# Sacada (djur)
Sacada är ett släkte av fjärilar. Sacada ingår i familjen mott.

## Bildgalleri

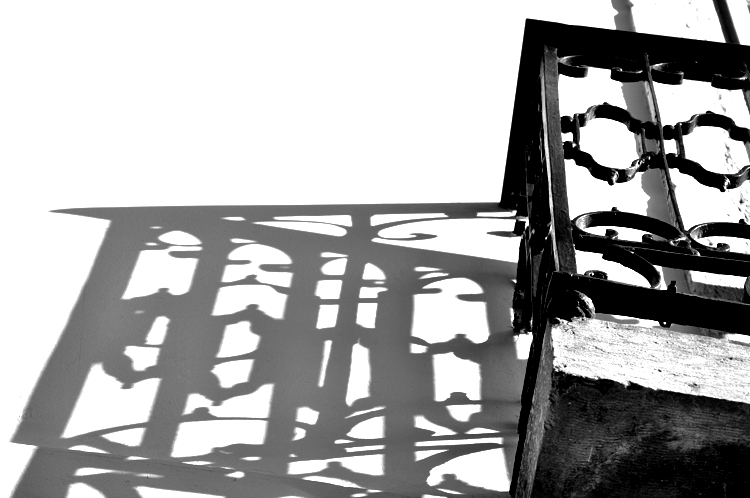

## Dottertaxa tillSacada, i alfabetisk ordning[1]
- Sacada albioculalis
- Sacada albizziae
- Sacada amoyalis
- Sacada approximans
- Sacada confutsealis
- Sacada constrictalis
- Sacada contigua
- Sacada decora
- Sacada discincta
- Sacada erythropis
- Sacada fasciata
- Sacada flexuosa
- Sacada giovanettae
- Sacada hoenei
- Sacada inflammealis
- Sacada madegassalis
- Sacada metaxantha
- Sacada miraculosa
- Sacada misakiensis
- Sacada nicopaea
- Sacada nigripuncta
- Sacada nyasana
- Sacada olivina
- Sacada pallescens
- Sacada papuana
- Sacada peltobathra
- Sacada prasinalis
- Sacada pusilla
- Sacada pyraliformis
- Sacada ragonotalis
- Sacada rhyacophila
- Sacada rosealis
- Sacada rubralis
- Sacada rufina
- Sacada sikkima
- Sacada szetschwanalis
- Sacada testacea
- Sacada tonsealis
- Sacada unilinealis
- Sacada viridalis